# Michael Tobler
Michael Tobler (Zurigo, 5 agosto 1985) è un ex hockeista su ghiaccio svizzero.

## Statistiche
Statistiche aggiornate ad aprile 2012.

### Club
| Stagione  | Squadra           | Stagione regolare | Stagione regolare | Stagione regolare | Stagione regolare | Playoff | Playoff | Playoff |
| Stagione  | Squadra           | Lega              | P                 | GAA               | SVS%              | P       | GAA     | SVS%    |
| --------- | ----------------- | ----------------- | ----------------- | ----------------- | ----------------- | ------- | ------- | ------- |
| 2001-2002 | Zug U20           | Elite Jr. A       | 32                | -                 | -                 | 6       | -       | -       |
| 2002-2003 | Langenthal        | NLB               | 3                 | 4.2               | -                 |         |         |         |
|           | Zug U20           | Elite Jr. A       | -                 | -                 | -                 |         |         |         |
| 2003-2004 | Zug               | NLA               | 34                | 2.93              | -                 | 2       | 3.65    | -       |
|           | Zug U20           | Elite Jr. A       | 0                 | -                 | -                 | -       | -       | -       |
| 2004-2005 | Rapperswil        | NLA               | 17                | 3.13              | -                 | 0       | -       | -       |
|           | Zug               | NLA               | 2                 | 1.5               | -                 | -       | -       | -       |
| 2005-2006 | Rapperswil        | NLA               | 14                | 2.7               | -                 | 1       | 3.87    | -       |
| 2006-2007 | Genève-Servette   | NLA               | 5                 | 6.72              | -                 | -       | -       | -       |
|           | Visp              | NLB               | 0                 | -                 | -                 | -       | -       | -       |
|           | Lausanne          | NLB               | 2                 | 3.6               | -                 | 4       | 4.82    | -       |
| 2007-2008 | Lausanne          | NLB               | 39                | 2.5               | -                 | 11      | 3.1     | -       |
|           | Genève-Servette   | NLA               | 2                 | 3.5               | 0.854             | -       | -       | -       |
| 2008-2009 | Lausanne          | NLB               | 47                | 2.79              | -                 | 16      | -       | -       |
|           | Genève-Servette   | NLA               | 1                 | 5.1               | 0.783             | -       | -       | -       |
| 2009-2010 | Lausanne          | NLB               | 47                | -                 | -                 |         |         |         |
| 2010-2011 | La Chaux-de-Fonds | NLB               | 21                | 3                 | -                 | 4       | 3.24    | -       |
| 2011-2012 | Olten             | NLB               | 23                | 3.32              | -                 | 5       | 3.67    | -       |
|           | Lugano            | NLA               | 0                 | -                 | -                 | 2       | 2.17    | .938    |
| 2012-2013 | Olten             | NLB               | 0                 | 0                 | 0                 |         |         |         |

### Nazionale
| Stagione  | Livello         | Risultati    | Risultati | Risultati | Risultati |
| Stagione  | Livello         | Competizione | P         | GAA       | SVS%      |
| --------- | --------------- | ------------ | --------- | --------- | --------- |
| 2002-2003 | Switzerland U18 | WJC-18       | 1         | 12        | 0.684     |
| 2003-2004 | Switzerland U20 | WJC-20       | 3         | 2.19      | 0.949     |
| 2004-2005 | Switzerland U20 | WJC-20       | 6         | 3.34      | 0.88      |